# Rhamnus nakaharae
Rhamnus nakaharae là một loài thực vật có hoa trong họ Táo. Loài này được (Hayata) Hayata miêu tả khoa học đầu tiên năm 1911.